# Episodi di Matlock (quarta stagione)
La quarta stagione della serie televisiva Matlock è stata trasmessa negli Stati Uniti sul canale NBC tra il 1989 e il 1990.
| nº | Titolo originale     | Titolo italiano               | Prima TV USA | Prima TV Italia |
| -- | -------------------- | ----------------------------- | ------------ | --------------- |
| 1  | The Hunting Party    | Compagni di caccia            |              |                 |
| 2  | The Hunting Party    | Compagni di caccia            |              |                 |
| 3  | The Good Boy         | L'accendino d'oro             |              |                 |
| 4  | The Best Seller      | Omicidio per caso             |              |                 |
| 5  | The Ex               | L'ex                          |              |                 |
| 6  | The Clown            | Il clown                      |              |                 |
| 7  | The Star             | La diva                       |              |                 |
| 8  | The Con Man          | Truffatori di professione     |              |                 |
| 9  | The Prisoner, Part 1 | Il detenuto (prima parte)     |              |                 |
| 10 | The Prisoner, Part 2 | Il detenuto (seconda parte)   |              |                 |
| 11 | The Fugitive         | Il fuggitivo                  |              |                 |
| 12 | The Buddies          | Un tranquillo weekend         |              |                 |
| 13 | The Scrooge          | Il negozio di giocattoli      |              |                 |
| 14 | The Witness          | Doppia vita                   |              |                 |
| 15 | The Student          | La matricola                  |              |                 |
| 16 | The Talk Show        | Il talk-show                  |              |                 |
| 17 | The Victim           | La vittima                    |              |                 |
| 18 | The Kidnapper        | Il rapimento                  |              |                 |
| 19 | The Pro              | Il professionista             |              |                 |
| 20 | The Informer, Part 1 | L'informatore (prima parte)   |              |                 |
| 21 | The Informer, Part 2 | L'informatore (seconda parte) |              |                 |
| 22 | The D.A.             | Sequestro di persona          |              |                 |
| 23 | The Blackmailer      | Il ricattatore                |              |                 |
| 24 | The Cookie Monster   | Un dolce delitto              |              |                 |